# Armin Clauss
Armin Clauss (* 16. März 1938 in Lauffen am Neckar) ist ein deutscher Gewerkschafter und Politiker (SPD). Er war Abgeordneter des Hessischen Landtags, ab 1976 Sozialminister und ab 1984 Minister für Arbeit, Umwelt und Soziales in Hessen.

## Leben und Beruf
Nach dem Besuch der Volksschule schlug Clauss die Beamtenlaufbahn ein und arbeitete von 1952 bis 1960 bei der Deutschen Bundespost, zuletzt als Leiter einer Personalstelle. Er bildete sich 1960 bis 1961 in den Fachbereichen Sozialpolitik, Volks- und Betriebswirtschaft sowie Gesellschaftswissenschaften an der Akademie der Arbeit in Frankfurt am Main fort. 1961/62 war er als Assistent an der Fritz-Tarnow-Schule in Oberursel tätig.
Clauss schloss sich 1952 der IG Metall an und fungierte für diese von 1962 bis 1972 als hauptamtlicher Gewerkschaftssekretär. Von 1972 bis 1976 war er Vorsitzender des DGB-Landesbezirks Hessen. 2001 wurde er in den Verwaltungsrat des Hessischen Rundfunks gewählt. 2003 war er Gesellschaftsvertreter des Diakoniewerks Bethanien e. V. in Frankfurt am Main bei den Frankfurter Diakonie-Kliniken gGmbH. 2011 ist er zudem stellvertretender Vorsitzender im Aufsichtsrat des Klinikverbundes Agaplesion.

## Familie
Armin Clauss lebte unter anderem in Wiesbaden und war mit Ingeborg Buhe, der Tochter des Heilbronner Bühnenbildners Herbert Buhe, verheiratet.

## Partei
Clauss trat 1959 der SPD bei und wurde Mitglied des Bezirksvorstands. Von 1995 bis 2001 war er Stellvertretender Landesvorsitzender der SPD Hessen.

## Abgeordneter
Clauss gehörte von 1970 bis 2003 als Abgeordneter dem Hessischen Landtag an. Er war dort 1973/74 stellvertretender Vorsitzender und von 1974 bis 1976 Vorsitzender der SPD-Fraktion. Von 1987 bis 1989 war er erneut stellvertretender Vorsitzender und von 1994 bis 2001 Vorsitzender der sozialdemokratischen Landtagsfraktion. Von 1988 bis 1991 amtierte er als Vizepräsident des Landtags. Bei der Landtagswahl in Hessen 1983 wurde er im Wahlkreis Frankfurt am Main II direkt gewählt, ansonsten zog er über die SPD-Landesliste in das Parlament ein.

## Öffentliche Ämter
Clauss wurde am 20. Oktober 1976 als Hessischer Sozialminister in die von Ministerpräsident Holger Börner geführte Landesregierung berufen. Seine Behörde änderte am 4. Juli 1984 den Namen und nannte sich fortan Ministerium für Arbeit, Umwelt und Soziales.
Nach der Bildung einer Koalition aus SPD und Grünen wurde ein eigenständiges Ministerium für Umwelt und Energie unter Joschka Fischer geschaffen und das Ressort von Clauss nannte sich ab 12. Dezember 1985 erneut Hessisches Sozialministerium. Er war zudem Vorsitzender des Bundesratsausschusses für Arbeit und Sozialpolitik. Nach der Wahlniederlage der SPD bei der Landtagswahl 1987 schied Clauss am 24. April 1987 aus der Regierung aus.